# Sonia Navarro
Sonia Navarro Peralta (Puerto Lumbreras, Murcia,1975) es una artista multidisciplinar española especializada en arte textil. Premiada en 2023 con el Premio BMW de Pintura, ha sido receptora de, entre otras, la beca de la Real Academia de España en Roma.

## Trayectoria
Nacida en el seno de una familia de artistas, Navarro aprendió costura y sastrería de sus abuelas y tías. Se licenció en Bellas Artes en la Universidad de Granada en 2002, y posteriormente realizó un Máster de Fotografía en el Centro Internacional de Fotografía y Cine (EFTI) de Madrid.
Su producción artística está presente en colecciones públicas de instituciones como el Ministerio de Cultura, el Ministerio de Asuntos Exteriores, la Universidad de Granada o la Universidad Rey Juan Carlos, y privadas como DKV Seguros, Colección Entrecanales o Scan London.
Desde 2000, participa en la feria de arte Arco que se celebra en Madrid con la Galería T20. También está presente en ferias nacionales e internacionales como Next Chicago, Volta Basilea, Maco Mexico, Artisima Torino, SP Arte, Sao Paolo o Pulse Madrid.

## Obra
La obra de Navarro parte del hilo y la tela como materiales fundamentales con los que reivindicar el trabajo silencioso y cotidiano de las mujeres a lo largo de la historia. En sus creaciones, los tejidos, los patrones, las técnicas artesanales y los diseños son fuente de inspiración, entablando una conversación con el relato de la labor compartida por las mujeres en el hogar, principalmente en su familia. Reflexiona sobre la función de estos elementos cotidianos y su potencial para ser transformados en objetos artísticos, reinterpretándolos en pinturas, esculturas, instalaciones y performances.
La invisibilidad de la mujer y la dificultad de movimiento son dos constantes en su producción artística, a través de las cuales expresa su compromiso con el feminismo. En su obra se encuentran ciertas inspiraciones de una serie de artistas que, como la estadounidense Mary Kelly o la francesa Louis Bourgeois, en algún momento de su carrera, han hecho a la cultura doméstica y los cuidados, partícipe en sus trabajos artísticos.

## Reconocimientos
En 2004 y 2008, Navarro fue seleccionada para participar en el proyecto de promoción de jóvenes artistas "Generaciones" de La Casa Encendida. En 2006 y 2011, recibió las becas de Artes Plásticas del Ministerio de Cultura en el Colegio de España en París y la beca de la Real Academia de España en Roma, otorgada por el Ministerio de Asuntos Exteriores.
En 2017, fue finalista en el IX Premio Bienal Internacional de Fotografía Contemporánea Pilar Citoler. Ese mismo año, fue finalista en los Premios adquisición Mislata - Compromiso social en las artes visuales. En 2020, recibió el apoyo del programa visualizARTE, incluidas en el Plan CREA de la Consejería de Educación y Cultura de la Región de Murcia para el desarrollo de proyectos de artes visuales. En 2021, fue premiada en la convocatoria de Ayudas a la Creación promovidas por la organización Visual Entidad de Gestión de Artistas Plásticos (VEGAP) en la campaña S.O.S Arte/Cultura, que se conceden a creadores visuales residentes en España.
En 2023 fue galardonada con el 38.º Premio BMW de Pintura por su obra "Redes 1" perteneciente a una serie que compara los recorridos del plano de un patrón de costura.